# لاشیندا دموس
لاشیندا دموس (به انگلیسی: Lashinda Demus)،(زاده ۱۰ مارس ۱۹۸۳ در اینگلوود، کالیفرنیا) ورزشکار آمریکایی در رشته دو با مانع و تخصص دو ۴۰۰ متر بامانع است که در سال ۲۰۱۱ قهرمان جهان شد و در المپیک ۲۰۱۲ مدال نقره گرفت.
بهترین زمان ثبت شدهٔ او در دو ۴۰۰ متر بامانع ۵۲٫۴۷ ثانیه در دئگو، کره جنوبی در اول سپتامبر ۲۰۱۱ بود که در حال حاضر مقام سوم سریعترین زن جهان است. دموس رکورددار آمریکا در رشته دو ۴۰۰ متر بامانع است.
او فارغ‌التحصیل دبیرستان کلاسیک وودرو ویلسون است و رکوردار ملی مدرسه در دو ۳۰۰ متر با مانع است. او تنها دختری است که ۴۰ ثانیه رکورد دو با مانع را شکسته است. او در سال۱۹۹۸ در تیم دو امدادی ۴x۴۰۰ رکورد شکست و در سال ۱۹۹۹ رتبه دوم سریعترین دونده تاریخ را بدست آورد و در سال ۲۰۰۱ رکورد ملی خود را شکست.

## دستاوردها
| سال                         | مسابقه                         | محل برگزاری                 | مقام                        | رویداد                      | توضیحات                     |
| نماینده ایالات متحده آمریکا | نماینده ایالات متحده آمریکا    | نماینده ایالات متحده آمریکا | نماینده ایالات متحده آمریکا | نماینده ایالات متحده آمریکا | نماینده ایالات متحده آمریکا |
| --------------------------- | ------------------------------ | --------------------------- | --------------------------- | --------------------------- | --------------------------- |
| ۲۰۰۲                        | مسابقات جوانان جهان            | کینگستون، جامائیکا          | اول                         | دو ۴۰۰ متر با مانع          | ۵۴٫۷۰                       |
| ۲۰۰۲                        | مسابقات جوانان جهان            | کینگستون، جامائیکا          | اول                         | ۴ × ۴۰۰ متر امدادی          | ۳:۲۹٫۹۵                     |
| ۲۰۰۵                        | مسابقات جهانی                  | هلسینکی،فنلاند              | دوم                         | دو ۴۰۰ متر با مانع          | ۵۳٫۲۷                       |
| ۲۰۰۵                        | فینال مسابقات دو و میدانی جهان | مونت‌کارلو، موناکو           | اول                         | دو ۴۰۰ متر با مانع          | ۵۳٫۳۷                       |
| ۲۰۰۶                        | فینال مسابقات جهانی            | اشتوتگارت،آلمان             | اول                         | دو ۴۰۰ متر با مانع          | ۵۳٫۴۲                       |
| ۲۰۰۶                        | جام جهانی                      | آتن،یونان                   | دوم                         | دو ۴۰۰ متر با مانع          | ۵۴٫۰۶                       |
| ۲۰۰۹                        | مسابقات جهانی                  | برلین، آلمان                | دوم                         | دو ۴۰۰ متر با مانع          | ۵۲٫۹۶                       |
| ۲۰۰۹                        | مسابقات جهانی                  | برلین، آلمان                | اول                         | ۴ × ۴۰۰ متر امدادی          | ۳:۱۷٫۸۳                     |
| ۲۰۱۱                        | مسابقات جهانی                  | دئگو، کره                   | اول                         | دو ۴۰۰ متر با مانع          | ۵۲٫۴۷                       |
| ۲۰۱۲                        | المپیک                         | لندن، بریتانیای کبیر        | دوم                         | دو ۴۰۰ متر با مانع          | ۵۲٫۷۷                       |
| ۲۰۱۳                        | مسابقات جهانی                  | مسکو، روسیه                 | سوم                         | دو ۴۰۰ متر با مانع          | ۵۴٫۲۷                       |